# Linia kolejowa nr 827
Linia kolejowa 827 – pierwszorzędna, jednotorowa, niezelektryfikowana linia kolejowa, łącząca rozjazdy numer 5 i 208 na stacji Kostrzyn. W obręb tej linii wchodzą tory numer 13 i 15a.

## Charakterystyka techniczna
Linia w całości jest klasy C3, maksymalny nacisk osi wynosi 221 kN dla lokomotyw oraz 206 kN dla wagonów, a maksymalny nacisk liniowy wynosi 71 kN (na metr bieżący toru). Linia wyposażona jest w elektromagnesy samoczynnego hamowania pociągów. Linia podlega pod obszary konstrukcyjne ekspozytury Centrum Zarządzania Linii Kolejowych Szczecin, a także pod Zakład Linii Kolejowych Zielona Góra. Zarówno prędkość maksymalna, jak i konstrukcyjna, wynoszą 40 km/h.